# 御蔭通

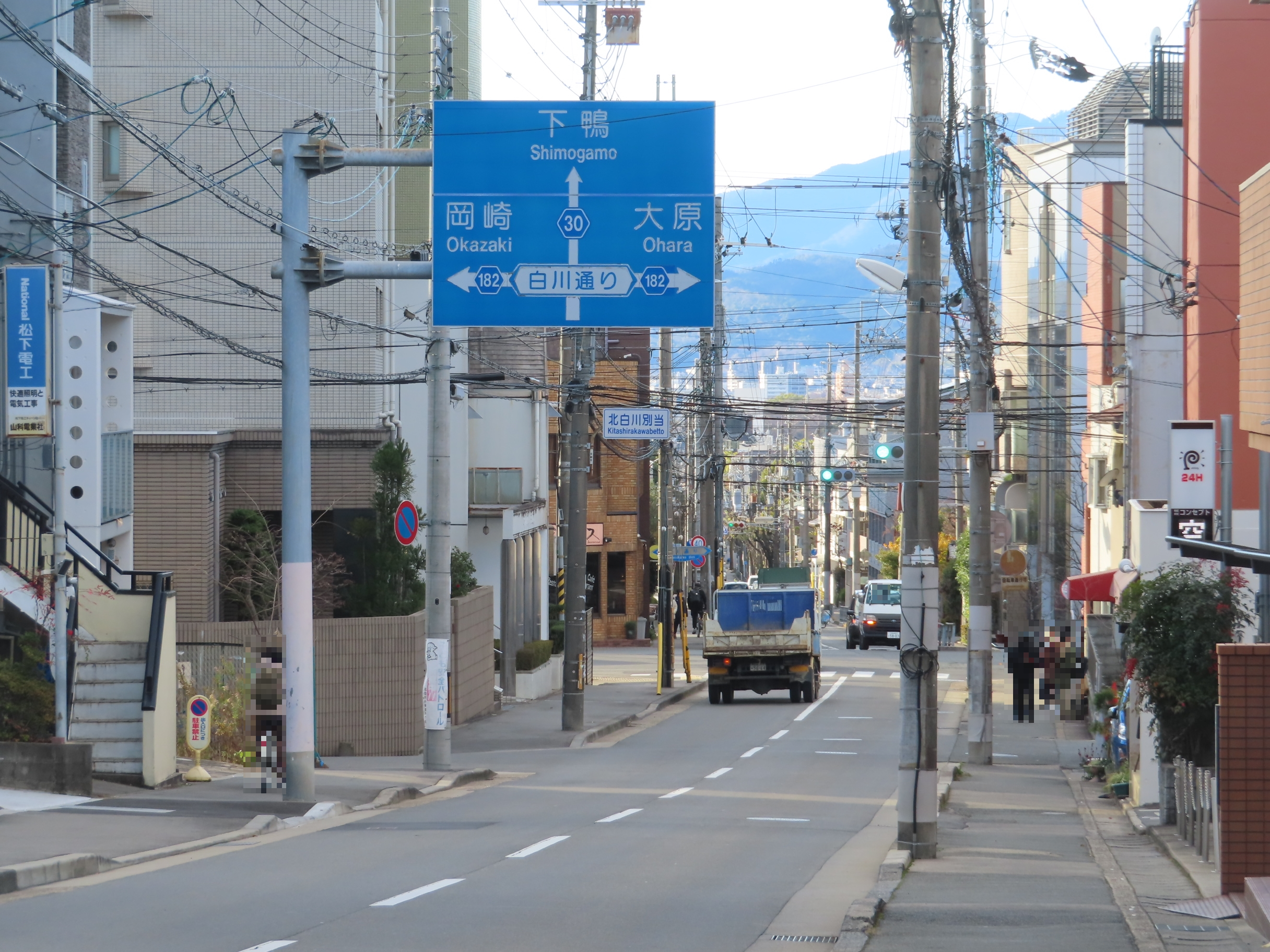
御蔭通（北白川別当交差点付近）

御蔭通（みかげどおり）は、京都市左京区内の東西の通りの一つ。東は志賀越道から西は下鴨神社南西の下鴨本通、下鴨中通との交差点まで。今出川通と北大路通の間にある中程度の幹線道路で京都市バスも運行される。
山中越えとも称される志賀越道の起点は京の七口の一つである荒神口であったが、御蔭通と交差する北白川仕伏町から南西は一方通行の狭い道路になるため、現在の京都府道30号下鴨大津線では御蔭通が白川通、東大路通からのアクセスを担う。白川通との交差点（北白川別当）を経て京都大学北部キャンパス（グラウンド、農学部実験農場）あたりまでは大学教授などの多く住むとされる住宅地。東大路通との交差点（田中里ノ前）、さらに叡山電鉄を渡り、高野川を御蔭橋でわたれば賀茂御祖神社（下鴨神社）の糺の森の南を画す。

## 交差する道路など
- 交差する道路の特記がないものは市道。

| 交差する道路 北←<御蔭通>→南    | 交差する道路 北←<御蔭通>→南    | 交差する場所  | 路線番号 |                        |
| ------------------------------ | ------------------------------ | ------------- | -------- | ---------------------- |
| 府道30号線 <山中越］ 大津方面  | ［志賀越道>                    | 北白川仕伏町  |          | 東 ↑ ∧ 御 蔭 通 ∨ ↓ 西 |
| 府道30号線 <山中越］ 大津方面  | ［志賀越道>                    | 北白川仕伏町  | 府道30号 | 東 ↑ ∧ 御 蔭 通 ∨ ↓ 西 |
| 市道182号蹴上高野線 <白川通>   | 市道182号蹴上高野線 <白川通>   | 北白川別当    |          | 東 ↑ ∧ 御 蔭 通 ∨ ↓ 西 |
| <北白川疏水通>                 |                                |               |          | 東 ↑ ∧ 御 蔭 通 ∨ ↓ 西 |
| <高原通］                      | -                              |               |          | 東 ↑ ∧ 御 蔭 通 ∨ ↓ 西 |
| 市道181号京都環状線 <東大路通> | 市道181号京都環状線 <東大路通> | 田中里ノ前    |          | 東 ↑ ∧ 御 蔭 通 ∨ ↓ 西 |
| <鞠小路通>                     |                                |               |          | 東 ↑ ∧ 御 蔭 通 ∨ ↓ 西 |
| 叡山電鉄叡山本線               | <一乗寺通>                     | 出町柳4号踏切 |          | 東 ↑ ∧ 御 蔭 通 ∨ ↓ 西 |
| <一乗寺通>                     | 叡山電鉄叡山本線               | 出町柳4号踏切 |          | 東 ↑ ∧ 御 蔭 通 ∨ ↓ 西 |
| <川端通>                       |                                |               |          | 東 ↑ ∧ 御 蔭 通 ∨ ↓ 西 |
| 高野川                         | 高野川                         | 御蔭橋        |          | 東 ↑ ∧ 御 蔭 通 ∨ ↓ 西 |
| <下鴨東通>                     |                                |               |          | 東 ↑ ∧ 御 蔭 通 ∨ ↓ 西 |
| 泉川                           | 泉川                           | 御蔭小橋      |          | 東 ↑ ∧ 御 蔭 通 ∨ ↓ 西 |
| 府道32号線 <下鴨本通>          | 府道32号線 <下鴨本通>          |               |          | 東 ↑ ∧ 御 蔭 通 ∨ ↓ 西 |
| <下鴨中通］                    | 府道32号線 <下鴨本通>          |               |          | 東 ↑ ∧ 御 蔭 通 ∨ ↓ 西 |

## 沿道の主な施設
- 日本バプテスト病院 志賀越道西北
- 京都大学北部キャンパス（グラウンド、農学部実験農場）
- 叡山電鉄叡山本線 - 元田中駅 東大路通上ル
- 京都府警察 下鴨警察署 川端通下ル
- 賀茂御祖神社（下鴨神社）